# Georges Saillard
Pour les articles homonymes, voir Saillard.
Georges Saillard, né le 5 juillet 1877 à Besançon et mort le 11 septembre 1967 à Versailles, est un acteur français.

## Biographie
Il est inhumé au cimetière des Gonards de Versailles.

## Filmographie

### Période muette
- 1909 : La Légende du bon chevalier de Victorin Jasset (260 m)
- 1910 : Les Prétendants d'Hélène réalisation anonyme
- 1910 : L'Argentier du roi Louis XI réalisation anonyme (295 m)
- 1910 : Caïn réalisation anonyme (248 m)
- 1910 : Chien et loup de Emile Chautard (200 m)
- 1910 : L'Étranger de Victorin Jasset (195 m)
- 1910 : Hérodiade de Victorin Jasset (306 m)
- 1910 : La Mort et le bûcheron réalisation anonyme (184 m)
- 1910 : L'Honneur (ou Pour l'honneur) d'Albert Capellani
- 1910 : Le Roi Philippe le Bel et les templiers de Victorin Jasset - Philippe le Bel
- 1910 : Le Voleur volé de Emile Chautard (160 m)
- 1911 : L'Homme au grand manteau de Georges Denola
- 1911 : L'Assassinat d'Henri III de Henri Desfontaines et Louis Mercanton (314 m)
- 1911 : Bonaparte et Pichegru 1804 de Georges Denola (3 550 m) - Bonaparte
- 1911 : César Birotteau de Emile Chautard (286 m)
- 1911 : Cruelle Illusion de Emile Chautard (248 m)
- 1911 : Fumeur d'opium de Victorin Jasset (250 m)
- 1911 : Olivier Cromwell de Henri Desfontaines (325 m)
- 1911 : Le Remords du juge de Georges Denola  (315 m) - Valin
- 1911 : Solange / La petite ouvrière réalisation anonyme (358 m)
- 1912 : L'Assassinat de l'Amiral de Coligny de Maurice de Féraudy
- 1912 : L'Auberge rouge de Camille de Morlhon - Prosper Magnan
- 1912 : La Conjuration des poudres réalisation anonyme
- 1912 : Le Crime d'un autre réalisation anonyme
- 1912 : L'Habit vert réalisation anonyme
- 1912 : La joie qui tue réalisation anonyme
- 1912 : Les Plumes de paon de Henri Pouctal
- 1912 : Conscience d'enfant de Emile Chautard (209 m)
- 1912 : La Fin de Robespierre de Albert Capellani (425 m) - Robespierre
- 1912 : La Main de fer de Léonce Perret (787 m) - Le lieutenant Jacques de Nafau
- 1912 : La Bien-aimée de Maurice Le Forestier
- 1912 : Le Saltimbanque de Henri Pouctal (800 m)
- 1912 : La Voleuse d'enfants de Georges Denola (745 m)
- 1913 : Le Petit Jacques de Georges Monca (1,085 m) - Noël Rambert
- 1913 : Les Pantins réalisation anonyme (1,080 m) - Jacques Lachambaudie
- 1913 : Roger la Honte de Adrien Caillard (2,150 m) - Noirville
- 1913 : Le Signal d'alarme réalisation anonyme
- 1913 : Le Rêve interdit de Albert Capellani (705 m) - Le professeur Lachenal
- 1913 : Shylock ou Le marchand de Venise de Henri Desfontaines (643 m)
- 1914 : La Douce Alsace de Louis Le Forestier
- 1914 : La Tache de Maurice Le Forestier (1,176 m) - Max Doriani
- 1914 : Les Filles rivales réalisation anonyme (760 m) - Thévenet
- 1914 : Le Roman d'un caissier de Emile Chautard (840 m)
- 1920 : Au-delà des lois humaines de Gaston Roudès et Marcel Dumont - Jacques Lefaur
- 1920 : Tout se paie de Henry Houry (1,740 m) - Pierre Robert
- 1924 : L'Affiche de Jean Epstein (2,000 m)
- 1924 : L'Ornière / Micheline Horn / Sur le chemin du vrai de Édouard Chimot (2,000 m) - Le comte de Herpel
- 1925 : Les Misérables de Henri Fescourt - film tourné en 4 époques - Thénardier
- 1926 : Les Larmes de Colette de René Barberis - Le notaire
- 1929 : Asile de nuit de Maurice Champreux et Robert Beaudoin - court métrage - Le directeur de l'asile

### Films parlants
- 1931 : Une histoire entre mille de Max de Rieux - Le patron du café
- 1932 : Voyage de noces de Erich Schmidt et Germain Fried et Joe May
- 1932 : Une faim de loup de Germain Fried et Constantin Morskoï - moyen métrage -
- 1933 : Toi que j'adore de Geza Von Bolvary et Albert Valentin - Félix
- 1934 : L'Amour en cage de Carl Lamac et Jean de Limur - Le commissaire de police
- 1934 : Le Greluchon délicat de Jean Choux - Le détective
- 1934 : Les Nuits moscovites de Alexis Granowsky - L'avocat
- 1934 : Les Deux mousquetaires de Nini de Max de Rieu - court métrage -
- 1934 : L'École des resquilleurs de Germain Fried - moyen métrage -
- 1934 : La Nuit imprévue de Max Maxudian et Claude Allain - court métrage -
- 1935 : Quadrille d'amour  de Richard Eichberg et Germain Fried - Le gérant de l'hôtel
- 1935 : Golgotha de Julien Duvivier - Un Sanhédrite
- 1935 : Promesses de René Delacroix
- 1935 : Variétés de Nicolas Farkas
- 1936 : L'Homme à abattre de Léon Mathot
- 1936 : Les Hommes nouveaux de Marcel L'Herbier - Le médecin
- 1936 : Tarass Boulba de Alexis Granowsky - Un cosaque
- 1936 : Un grand amour de Beethoven de Abel Gance - Breuning
- 1937 : La Citadelle du silence de Marcel L'Herbier - Un insurgé
- 1937  : Franco de port de Dimitri Kirsanoff - Le directeur de la P.J
- 1937 : J'accuse de Abel Gance - Gilles Tenant
- 1937 : Marthe Richard, au service de la France de Raymond Bernard - Un général
- 1937 : Ramuntcho de René Barberis - Le capitaine
- 1937 : Un soir à Marseille de Maurice de Canonge - Le juge d'instruction
- 1937 : Yoshiwara de Max Ophüls - Le médecin
- 1938 : L'Avion de minuit de Dimitri Kirsanoff
- 1938 : Café de Paris de Yves Mirande - Jean, le maître d'hôtel
- 1938 : Légions d'honneur de Maurice Gleize
- 1938 : Thérèse Martin de Maurice de Canonge - L'abbé
- 1941 : Le Valet maître de Paul Mesnier - Le président du Jockey-Club
- 1946 : Le Pavillon de la folle de Jean Gourguet - moyen métrage -
- 1949 : Plus de vacances pour le Bon Dieu de Robert Vernay

## Théâtre
- 1912 : La Femme seule d'Eugène Brieux, Théâtre du Gymnase
- 1914 : Un grand bourgeois d'Émile Fabre, mise en scène Firmin Gémier, Théâtre Antoine
- 1922 : Molière de Henry Dupuy-Mazuel et Jean-José Frappa, mise en scène Firmin Gémier, Théâtre de l'Odéon
- 1923 : La Gardienne de Pierre Frondaie, Théâtre de la Porte-Saint-Martin
- 1936 : Allo, Police Secours de Chas D. Strongstone, mise en scène Charles de Rochefort, Théâtre Charles de Rochefort
- 1937 : Victoria Regina de Laurence Housman, mise en scène André Brulé, Théâtre de la Madeleine
- 1948 : Le Maître de Santiago de Henry de Montherlant, mise en scène Paul Oettly, Théâtre Hébertot, Théâtre royal du Parc Bruxelles
- 1949 : Le Pain dur de Paul Claudel, mise en scène André Barsacq, Théâtre des Célestins
- 1950 : Le Feu sur la terre de François Mauriac, mise en scène de Jean Vernier au Théâtre des Célestins